# Lille Langebro
Il Lille Langebro è un ponte pedonale e ciclabile a Copenaghen, in Danimarca. Si trova vicino al ponte Langebro, da cui prende il nome. È stato progettato dallo studio WilkinsonEyre ed è classificato come ponte girevole.

## Progetto
Lo studio Wilkinson Eyre ha vinto il concorso per la costruzione nel ponte nel 2015. Il progetto di WilkinsonEyre prevede un'illuminazione nascosta nel corrimano: l'intento è quello di far sembrare il ponte un nastro attorcigliato quando è illuminato dopo il tramonto.
Il ponte è stato progettato per biciclette e pedoni. Lungo 160 metri e largo 7, è classificato come ponte girevole, in quanto può aprirsi per consentire il passaggio delle barche. Attraversa il canale del porto di Copenaghen a nord del più grande Langebro e presenta un'elegante curvatura. Il ponte è costruito in acciaio.

## Ingegneria
Secondo gli ingegneri dello studio inglese Buro Happold una delle sfide era far sì che i due componenti del ponte che ruotavano orizzontalmente si unissero e si bloccassero tra di loro. La maggior parte dei ponti si uniscono insieme tramite perni; ma per questo ponte gli ingegneri hanno utilizzato componenti meccanici e idraulici che bloccano insieme il ponte quando è chiuso.
Il corrimano è in acciaio inox ed è presente una rete trasparente che copre i supporti. Il ponte è diviso in una corsia ciclabile di 4 metri e in una corsia pedonale di 3 metri.

## Premi
- RIBA International Awards for Excellence 2021[6]